# Aureopteryx
Aureopteryx là một chi bướm đêm thuộc họ Crambidae.